# Binnenvaartmuseum (Dordrecht)

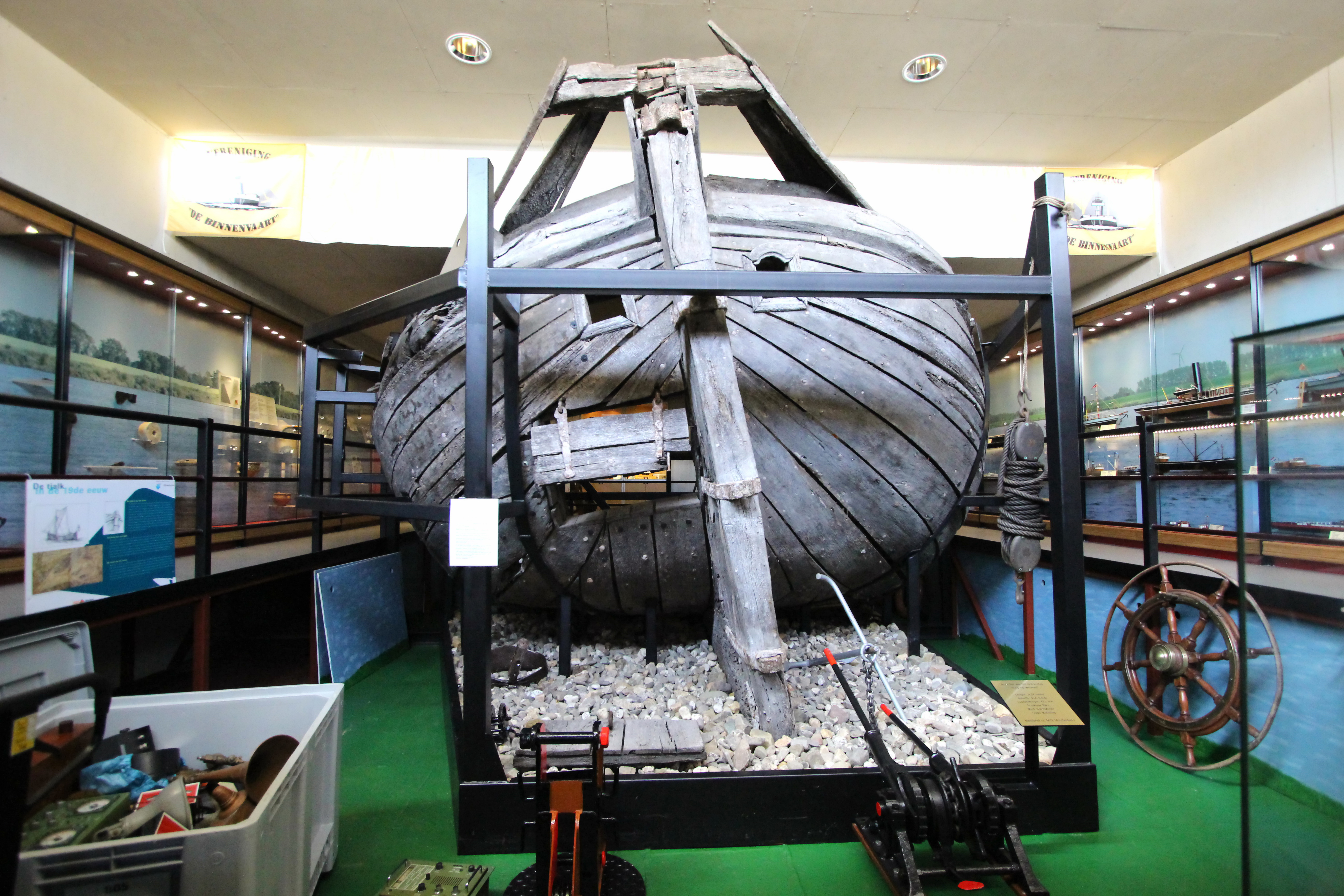
De Jonge Jacob

Het binnenvaartmuseum in de stad Dordrecht, in de Nederlandse provincie Zuid-Holland, is een museum van de vereniging De Binnenvaart. Het museum, dat zich aan boord van de voormalige duwboot René Siegfried bevindt, geeft informatie over de historie van de binnenvaart en heeft wisselende tentoonstellingen. Het heeft een geheel gerestaureerde stuurhut en een binnenvaartsimulator. Het museum ligt sinds 2004 in het Wantij bij de voormalige scheepswerf De Biesbosch. Bij deze scheepswerf is het schip in 1963 te water gelaten.
Het binnenvaartmuseum maakt onderdeel uit van het Binnenvaartcentrum, dat naast het museum over een groeiend documentatiecentrum over de Nederlandse en internationale binnenvaart beschikt.

## René Siegfried

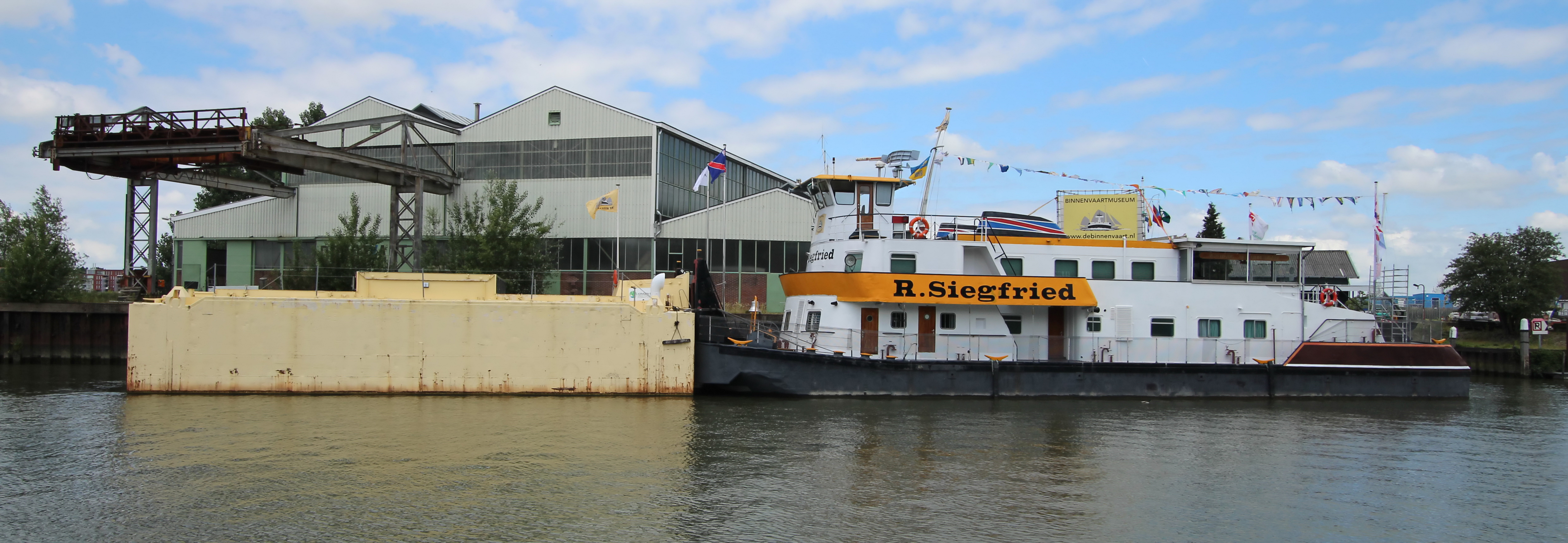
Duwboot René Siegfried

De René Siegfried werd in 1963 gebouwd voor rekening van de Franse staatsrederij Compagnie Française de Navigation Rhénane (CNFR) in Straatsburg. Zij behoorde tot de tweede categorie duwboten en was destijds een van de sterkste boten op de Rijn. In 1989 werd de boot vanwege overcapaciteit in de duwvaart uit de vaart genomen en opgelegd. Door initiatief van de Interessengemeinschaft Rheinschifffahrt e.V. werd het schip van de sloop gered. In de jaren 1990/1991 werd de duwboot omgebouwd tot drijvend museum annex restaurant. De motoren werden verwijderd en op het bovendek werd een restaurant ingericht met 70 zitplaatsen. Over twee dekken werd, op een oppervlakte van ongeveer 220 m² een Rijnscheepvaartmuseum ingericht. Op 29 oktober 1991 werd de boot afgemeerd in Nierstein (kmr. 481) en voor het publiek geopend. 
Deze historische duwboot is door vereniging De Binnenvaart overgenomen en ondergebracht in de stichting De Binnenvaart. De restaurantzaal werd in gebruik genomen als leeszaal en ontmoetingsruimte voor leden van de vereniging.

## Andere aanwinsten
Vroege aanwinsten van het museum zijn een origineel haspel en verscheidene scheepsmodellen. In 2007 kwam na 35 jaar een einde aan het vervoer met LASH-bakken. Bak CG S 6013 werd door het museum verworven en dient daarna als uitbreiding van het museum.
In 2018 is het Binnenvaartcentrum uitgebreid met het motorschip Marot, van het type Franse motor, dat na in 1947 met Marshallgeld is gebouwd. Het ruim zal ingericht worden als extra expositieruimte voor het museum. Ook in 2018 werd kreeg de Veerdienst 3 uit 1899 een ligplaats bij het museum, waar vaartochten mee uitgevoerd worden.